# Anton Vogler
Anton Vogler (* 5. September 1882 in Mering; † 4. Mai 1961 in München) war ein deutscher SS-Brigadeführer und Generalmajor der Waffen-SS. 
Zum 1. Mai 1933 schloss Vogler sich der NSDAP an (Mitgliedsnummer 3.202.292). Zum 11. Februar 1935 trat er der SS als Hauptsturmführer bei (SS-Nummer 260.723). Er war Stabschef des SS-Oberabschnittes Süd und stellvertretender Kommandeur desselben. Dazu war er zeitweise ständiger Vertreter des höheren SS- und Polizeiführers in München. Zum 30. Januar 1943 wurde er zum Brigadeführer befördert.

## Auszeichnungen
- Eisernes Kreuz 1. und 2. Klasse (1914)
- Kriegsverdienstkreuz 1. und 2. Klasse mit Schwertern
- Verwundetenabzeichen in Schwarz (1918)
- Ehrenkreuz für Frontkämpfer
- Landesorden
- Ehrendegen Reichsführer SS
- Totenkopfring der SS